# 이춘식 (교육자)

## 경력
- 경인교육대학교 생활과학교육과 교수